# Commanderie d'Épailly
La commanderie d'Épailly fut une importante commanderie rurale au nord de la Côte-d'Or, fondée vers 1200 par les Templiers. Elle a conservé sa chapelle, classée monument historique en 2010, divers autres éléments étant eux inscrits (corps de logis, cellier, granges, colombier, mur d'enceinte, tour). Les Hospitaliers la fortifient aux XIVe et XVe siècles et en font une chambre prieurale du grand prieuré de Champagne.

## Description géographique
La commanderie se situe sur la RD 102 à Épailly, écart au nord-ouest de la commune de Courban, à l'extrémité nord de la Côte-d'Or tout près de l'Aube.

## État
Le lieu est toujours le siège d'une exploitation agricole, et le domaine cultural n'a pas été morcelé. Les bâtiments disparus ayant été remplacés par d'autres, Il est encore possible de se faire une idée assez vraisemblable de l'aspect que pouvait avoir la commanderie sous l'Ancien Régime.

## Histoire
Malgré sa création relativement tardive, et la proximité de la grosse baillie de Bure, qui étend son emprise sur tout le Châtillonnais, Épailly parvient à devenir une riche commanderie autonome.
Le premier acte citant la commanderie est de l'an 1200 (il n'est pas conservé mais cité dans un inventaire du XIIe siècle) . Vers 1210, les donations affluent. Milon, comte de Bar-sur-Seine, en est le principal bienfaiteur. 
Les commandeurs à la tête d'Épailly sont souvent des personnages de premier plan dans l'Ordre.
- André de Colours, mentionné en 1213, est commandeur des maisons du Temple en France.
- Hugues de Pairaud, commandeur d'Épailly de 1280 jusqu'au moins la fin de 1284, deviendra le représentant du maître de l'Ordre en France. Il continue de s'intéresser à son ancienne commanderie jusqu'à la fin. Il y reçoit des frères, s'implique dans sa gestion, et y dirige des réunions.

La commanderie ne devint pas propriété des Hospitaliers en 1312 car elle avait été donnée à Othon Ier de Grandson par le pape Clément V en 1308 au même titre que celles de Coulours et de Thors. Ce n'est qu'à la mort d'Othon en 1328 que le différend qui opposait son héritier, Pierre de Grandson et les hospitaliers fut tranché en faveur de ces derniers. Cependant Jean de Montagny était déjà commandeur d'Épailly à cette date.

## Commandeurs templiers
| Nom du commandeur  | Période     |
| ------------------ | ----------- |
| Andre de Colours   | 1221        |
| frère Martin       | 1256        |
| Hugues de Pairaud, | 1280 - 1284 |
| Hugues de Villers, | 1292 - 1293 |
| Hugues de Chalon   | 1295 - 1296 |
| Robert de Vianesio | 1299        |
| Robert Lescolhé,   | 1301        |
| Laurent de Beaune, | 1304 - 1307 |

## Commandeurs hospitaliers
| Nom du commandeur                                                        | Période     |
| ------------------------------------------------------------------------ | ----------- |
| Jean de Montagny                                                         | 1328 - 1338 |
| Mile de Nanton                                                           | c.1360/70   |
| Girard de Vienne († 1386) Gérard de Vienne, prieur de France (1378-1386) | 1362 - 1379 |
| Guillaume de Fontenay Prieur de Champagne                                | 1418        |

## Possessions
- La seigneurie de Bissey-la-Côte[14].
- La seigneurie de Beauvoir en 1260[14].
- Le droit de dîmes à Dinteville[15].
- Différents biens à Courban, Fontette[16],Faverolles, Louesme, Brion-sur-Ource[15].

## Organisation
La commanderie a conservé sa chapelle de l'époque templière, la maison principale a été reconstruite au XIXe siècle, sur l'emplacement de l'ancien logis, mais les caves du XIIe siècle ont été conservées : « Ce cellier comporte des Voûtes d'arêtes reposant sans chapiteau sur deux colonnes massives » D'après Jean-Marc Roger, « cette magnifique salle voûtée[...] n'était pas une crypte : un cellier ou une salle de chapitre ? ». Il reste une tour de la fin du XVe siècle, un reste de courtines au nord-est.
Dans la basse-cour, une grange à forte charpente date de la fin du Moyen Âge.
La chapelle étonne par ses dimensions imposantes. Depuis quelques années, d'importants travaux ont permis son sauvetage.